# Tour des Flandres 1952
Le Tour des Flandres 1952 est la 36e édition du Tour des Flandres. La course a lieu le 6 avril 1952, avec un départ à Gand et une arrivée à Wetteren sur un parcours de 258 kilomètres. 
Échappé en solitaire dans le final, Louison Bobet voit la victoire s'envoler à onze kilomètres de l'arrivée alors que sa chaîne se bloque. Le vainqueur final est le coureur belge Roger Decock, qui s’impose au sprint devant ses deux compagnons d’échappée à Wetteren. L'italien Loretto Petrucci et le belge Briek Schotte complètent le podium. 
La course est l'une des épreuves comptant pour le Challenge Desgrange-Colombo.

## Classement final
|    | Coureur          | Pays     | Équipe              | Temps           |
| -- | ---------------- | -------- | ------------------- | --------------- |
| 1  | Roger Decock     | Belgique | Bertin-d'Alessandro | 7 h 27 min 00 s |
| 2  | Loretto Petrucci | Italie   | Bianchi-Pirelli     | m. t.           |
| 3  | Briek Schotte    | Belgique | Alcyon-Dunlop       | m. t.           |
| 4  | Wim van Est      | Pays-Bas | Garin-Wolber        | + 15 s          |
| 5  | Attilio Redolfi  | France   | Mercier-Leducq      | + 23 s          |
| 6  | Louison Bobet    | France   | Stella-Huret-Dunlop | + 1 min 17 s    |
| 7  | Désiré Keteleer  | Belgique | Garin-Wolber        | + 1 min 53 s    |
| 8  | Valère Ollivier  | Belgique | Bertin-d'Alessandro | + 2 min 17 s    |
| 9  | Jacques Dupont   | France   | Dilecta-Wolber      | + 2 min 25 s    |
| 10 | Lode Anthonis    | Belgique | Terrot-Hutchinson   | + 11 min 04 s   |